# Зимова лінія

Карта оборонних рубежів Зимової лінії

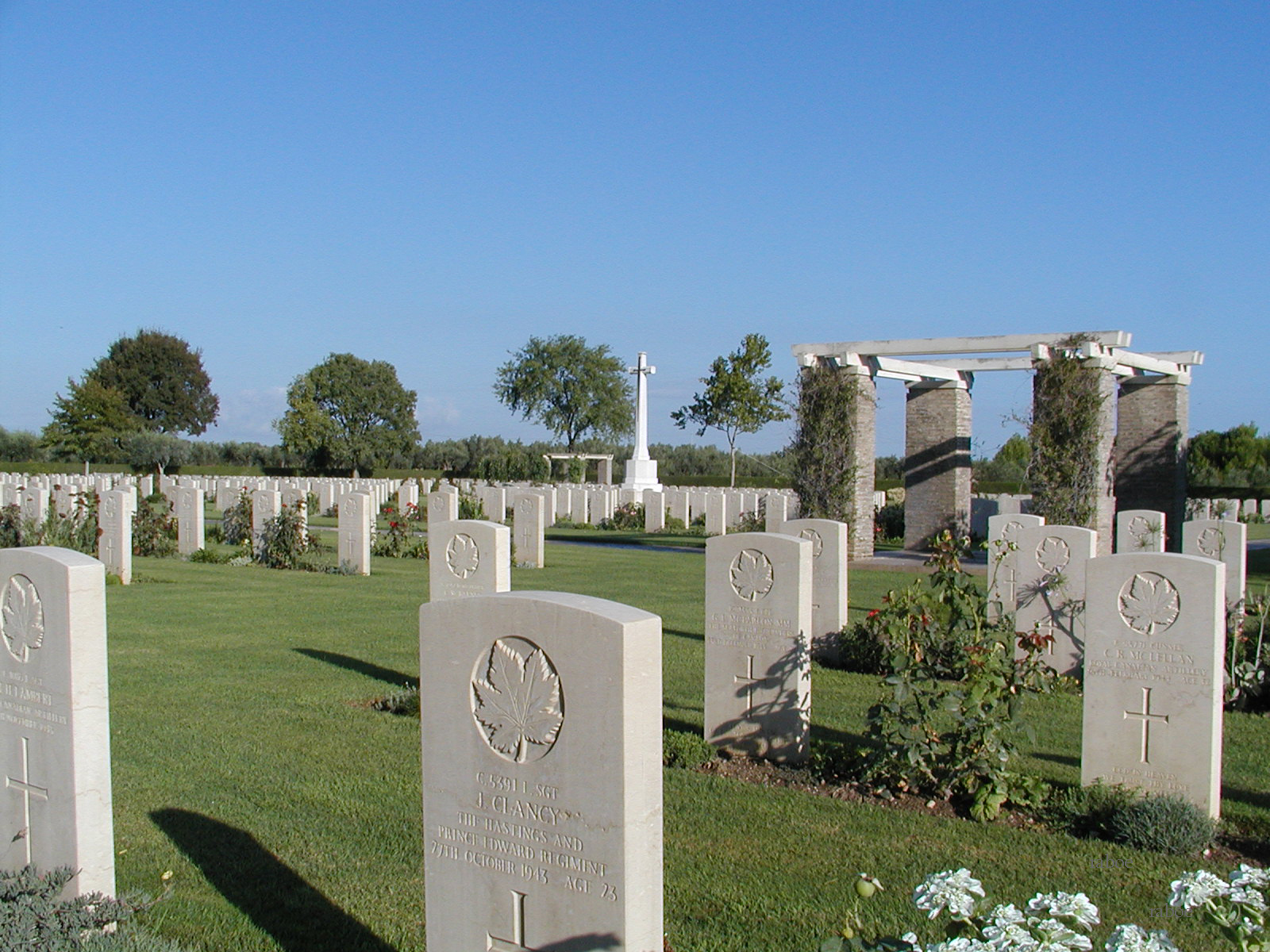
Військовий цвинтар в Ортоні

Зимо́ва лі́нія (нім. Winterliche Linie) — серія німецьких фортифікаційних споруд в Центральній Італії, побудованої силами організації Тодта у роки Другої світової війни.
Основний оборонний рубіж мав назву Лінія Густава, й проходив крізь всю Італію: на півдні від місця впадіння річки Гарільяно у Тірренське море, через Апеннінську гірську систему на північ до гирла річки Сангро у Адріатичного моря.
Мала у своєму складі такі оборонні лінії та рубежі (з півдня на північ):
- Лінія Вольтурно
- Лінія Барбара
- Лінія Густава з лінією Бернхардта та лінією Гітлера
- Лінія Цезаря С та
- Римська маневрова лінія

## Значення «Зимової Лінії» в ході війни
Основу оборонної лінії Густава створювала система фортифікаційних споруд, побудована навколо стародавнього монастиря Монте-Кассіно, який розташовувався поблизу міста Кассіно та мав неперевершено пануючу над полониною Лірі позицію. Укріплення навколо монастиря створювали для тих, хто оборонявся, відмінні можливості протистояти військам союзників, які просувалися з південного напрямку.
«Зимова лінія» була найпотужнішою оборонною лінією Вермахту на південь від Риму, вона налічувала велику кількість бетонних бункерів, дотів з гарматним та кулеметним озброєнням, захищених багатокілометровими рядами колючого дроту та мінними полями. Близько 15 німецьких дивізій тримали оборонні рубежі. З середині листопада 1943 до кінця травня 1944 союзні війська були вимушені з величезними труднощами та втратами долати фортифікаційні перепони на кожному рубежі «Зимової лінії» у ході свого наступу на столицю Італії. На «Зимовій лінії» мали місце таки битви, як бої за Монте-Кассіно та битва за Анціо.